# Turnus (Mythologie)

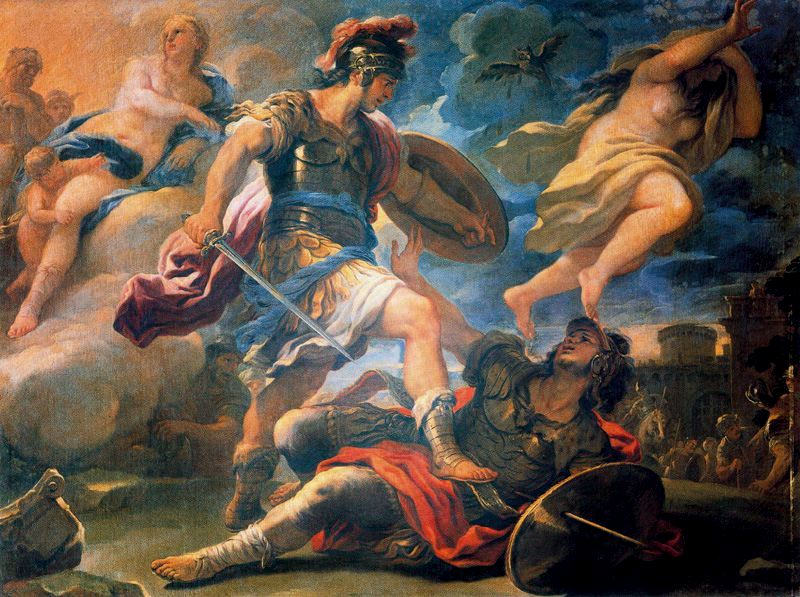
Aeneas besiegt den Turnus (Ölgemälde von Luca Giordano)

Turnus ist in der römischen Mythologie ein König der Rutuler, eines Volksstammes, der in Latium lebte.
Er wird unter anderem bei Cato dem Älteren, Dionysios von Halikarnassos, Titus Livius und Ovid erwähnt. Die ausführlichste Darstellung findet sich in Vergils Aeneis.
Turnus, der Sohn des Daunus und Bruder der Iuturna, wollte Lavinia, die Tochter des Latinus, zur Frau nehmen. Aber Latinus bot seine Tochter Aeneas an. Als es zum Krieg zwischen Latium und den Trojanern kam, wurde Turnus im Zweikampf von Aeneas getötet.
Turnus ist die zentrale Gegenfigur zu Aeneas in der zweiten Werkhälfte der Aeneis. Er ist mutig und tapfer, verkörpert aber in seinem blinden Hass den „furor impius“ (gottlose, gewissenlose Raserei). Er nimmt den ungleichen Zweikampf mit dem jugendlichen Pallas an, verspottet danach den Erschlagenen und raubt der Leiche das Wehrgehenk. Als er schließlich von Aeneas besiegt ist, bittet er um Gnade, und Aeneas will sie ihm schon gewähren, als sein Blick auf das erbeutete Wehrgehenk fällt, das Turnus trägt: Da tötet Aeneas ihn im Zorn. Der letzte Vers der Aeneis beschreibt Turnus’ Abgang in die Unterwelt.
Turnus’ Unterstützer im Krieg gegen Aeneas waren Amata, die Frau des Latinus, Mezentius, der abgesetzte König der Etrusker, und die volskische Prinzessin Camilla, Tochter des Metabus.

Stiche zur Turnussage von Wenzel Hollar (1697)
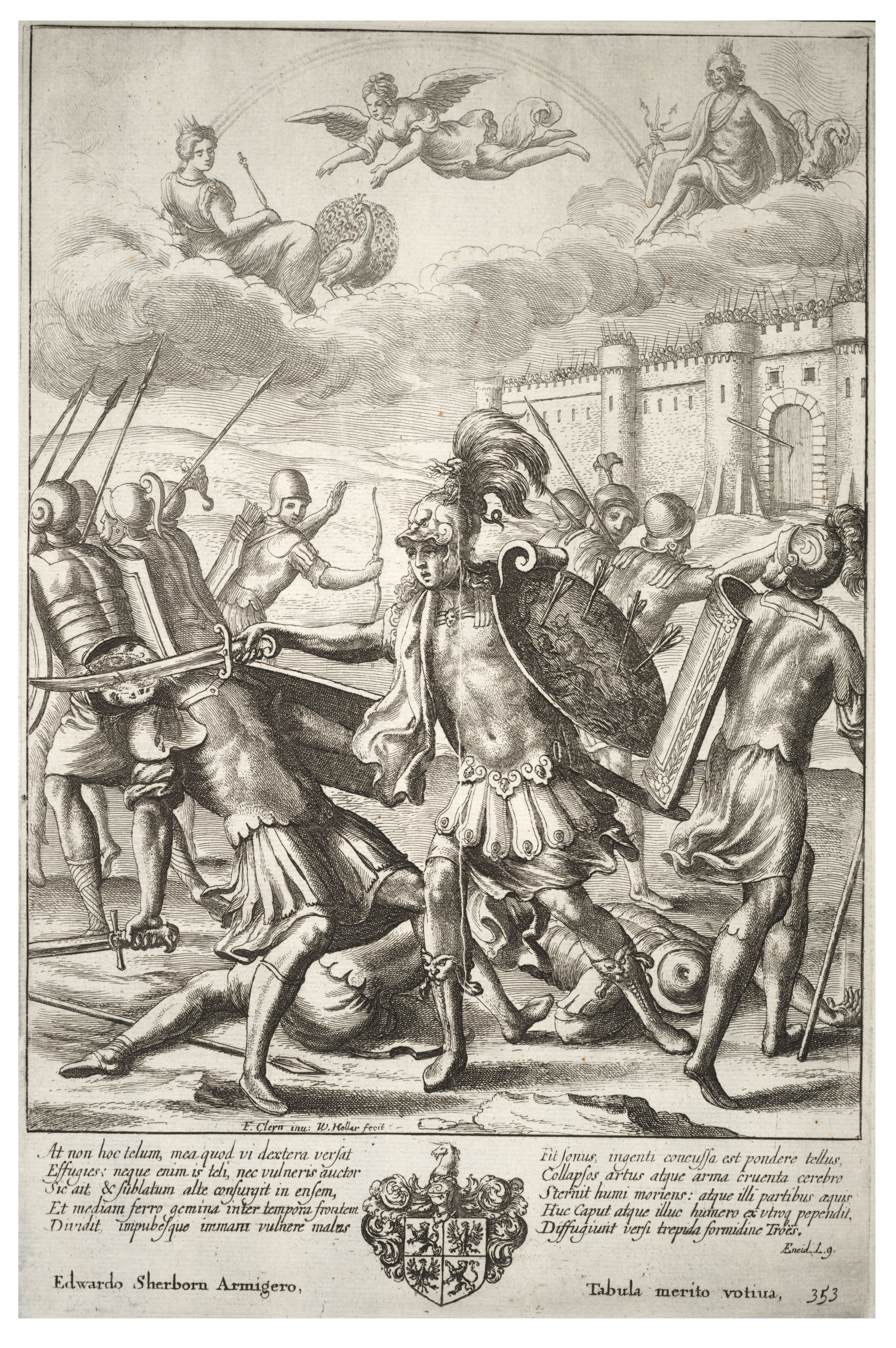
Turnus erschlägt Pandaros
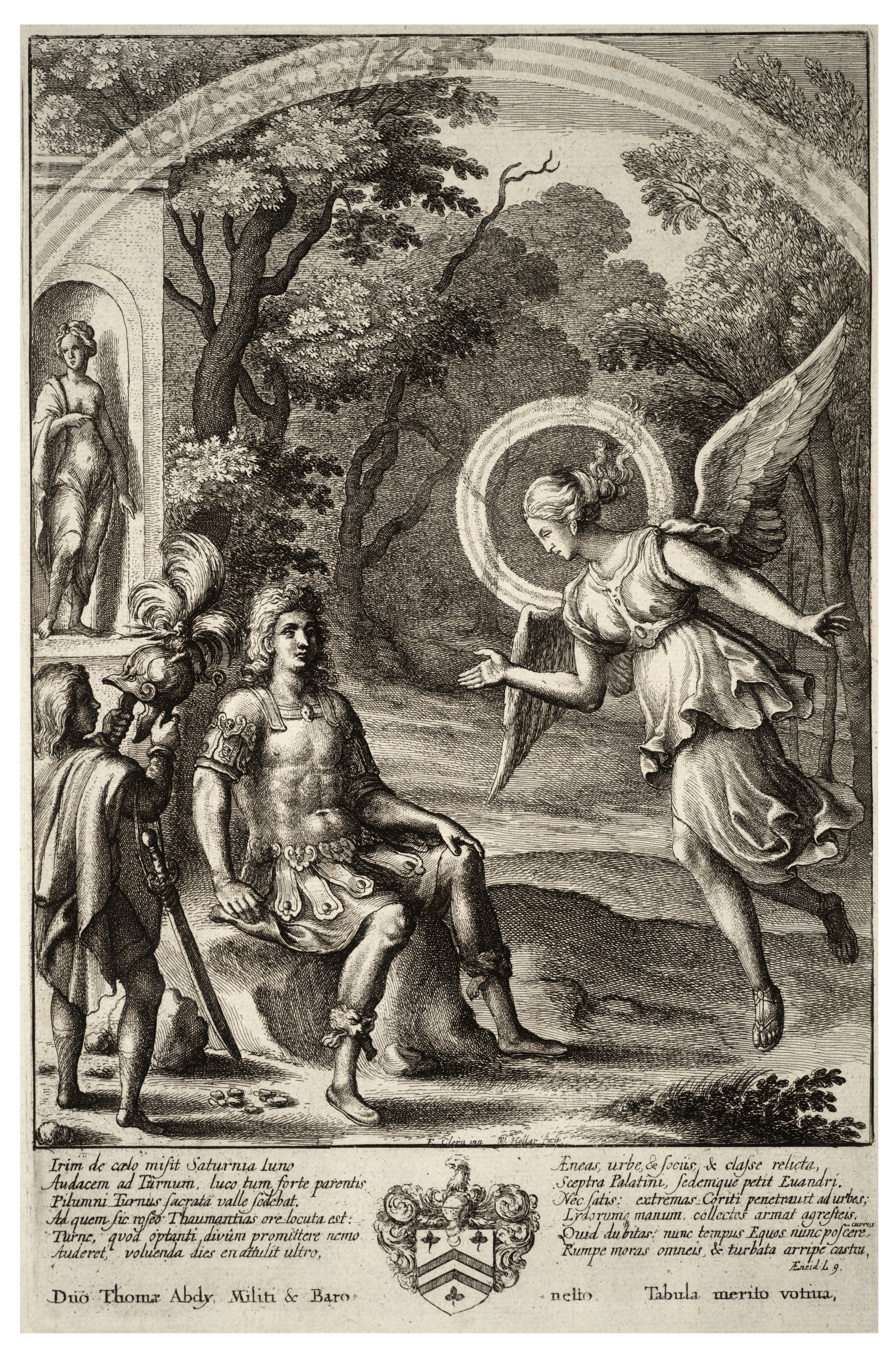
Turnus und Iris
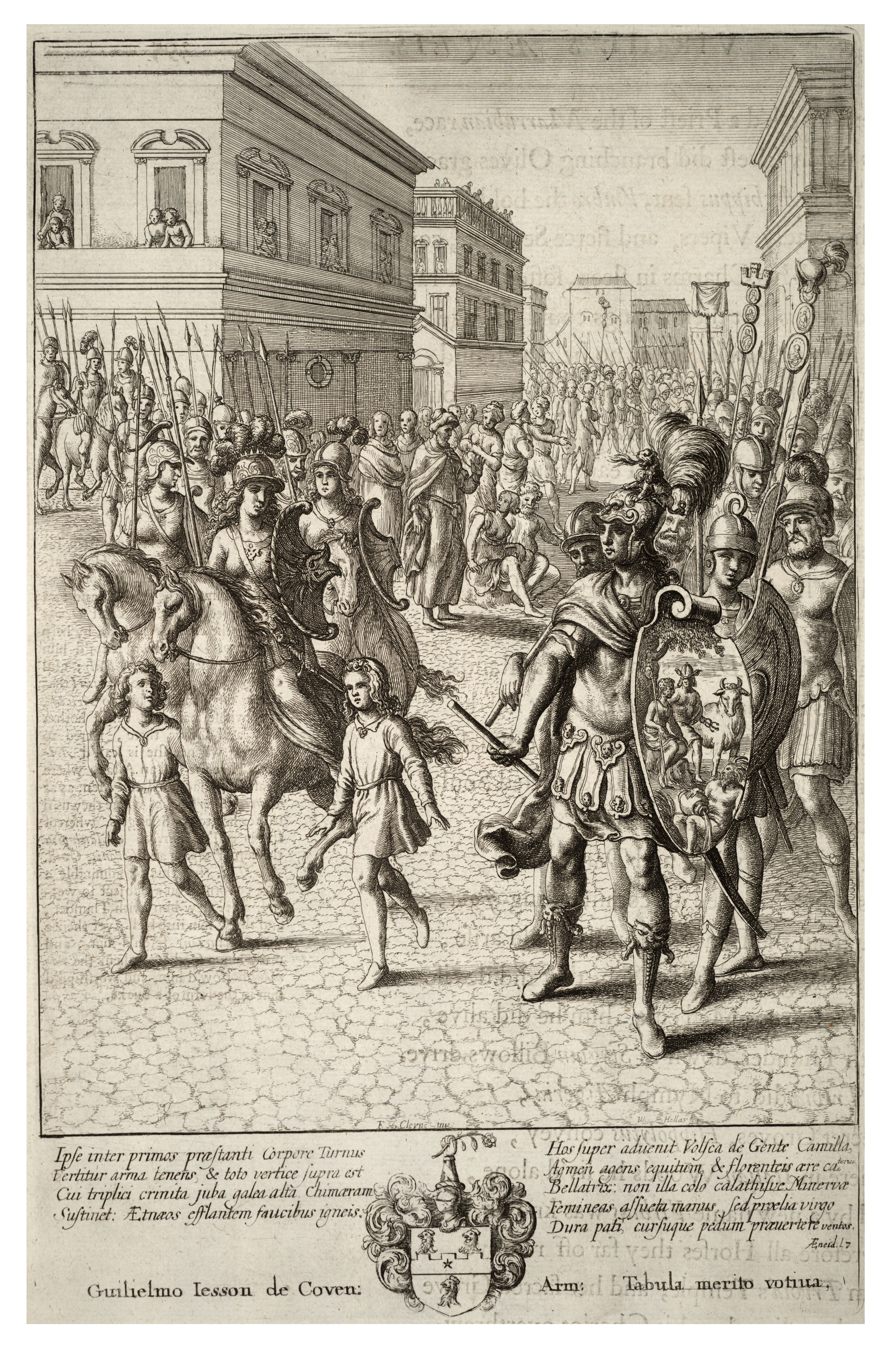
Turnus und Camilla
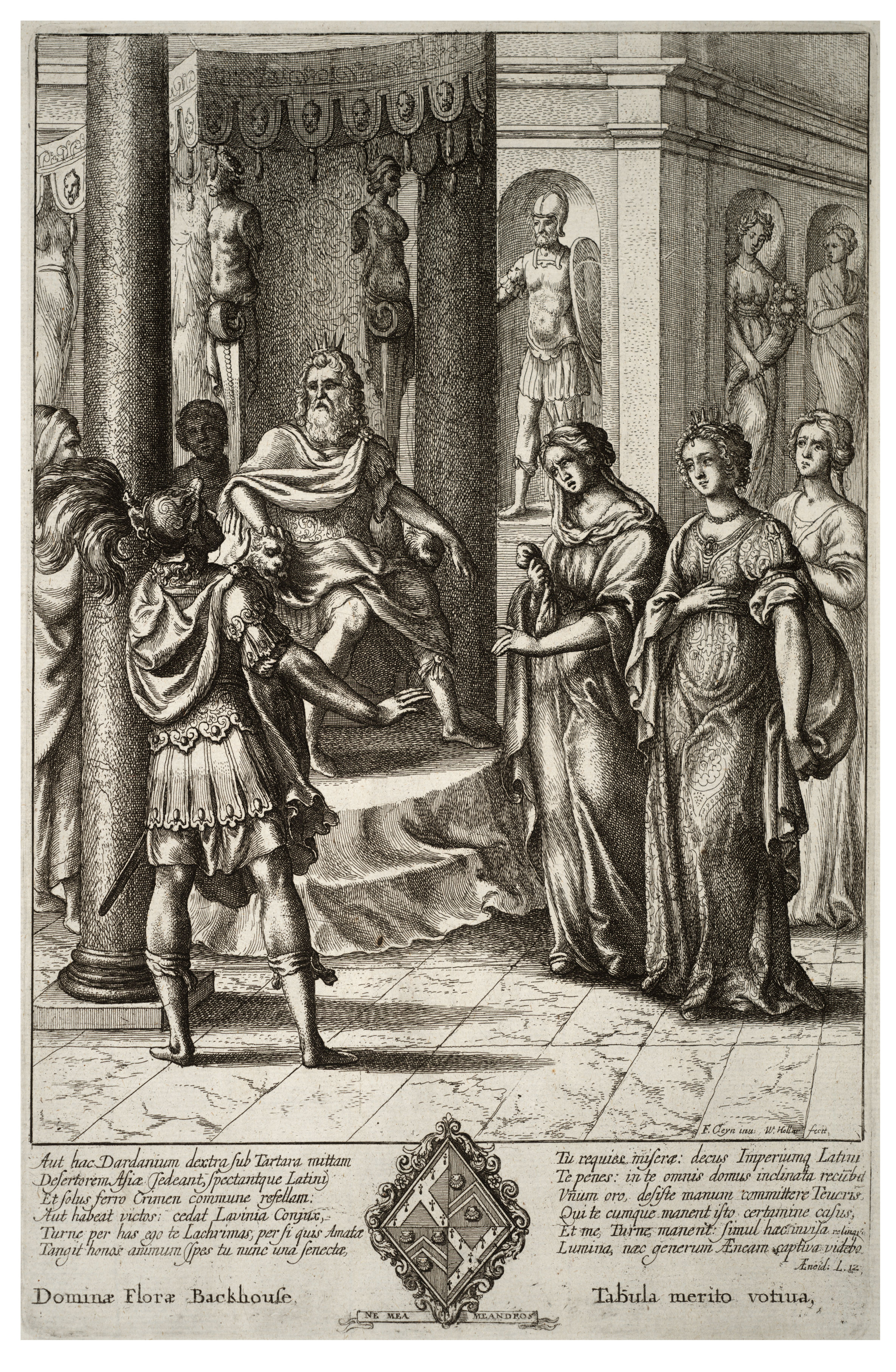
Turnus vor Latinus
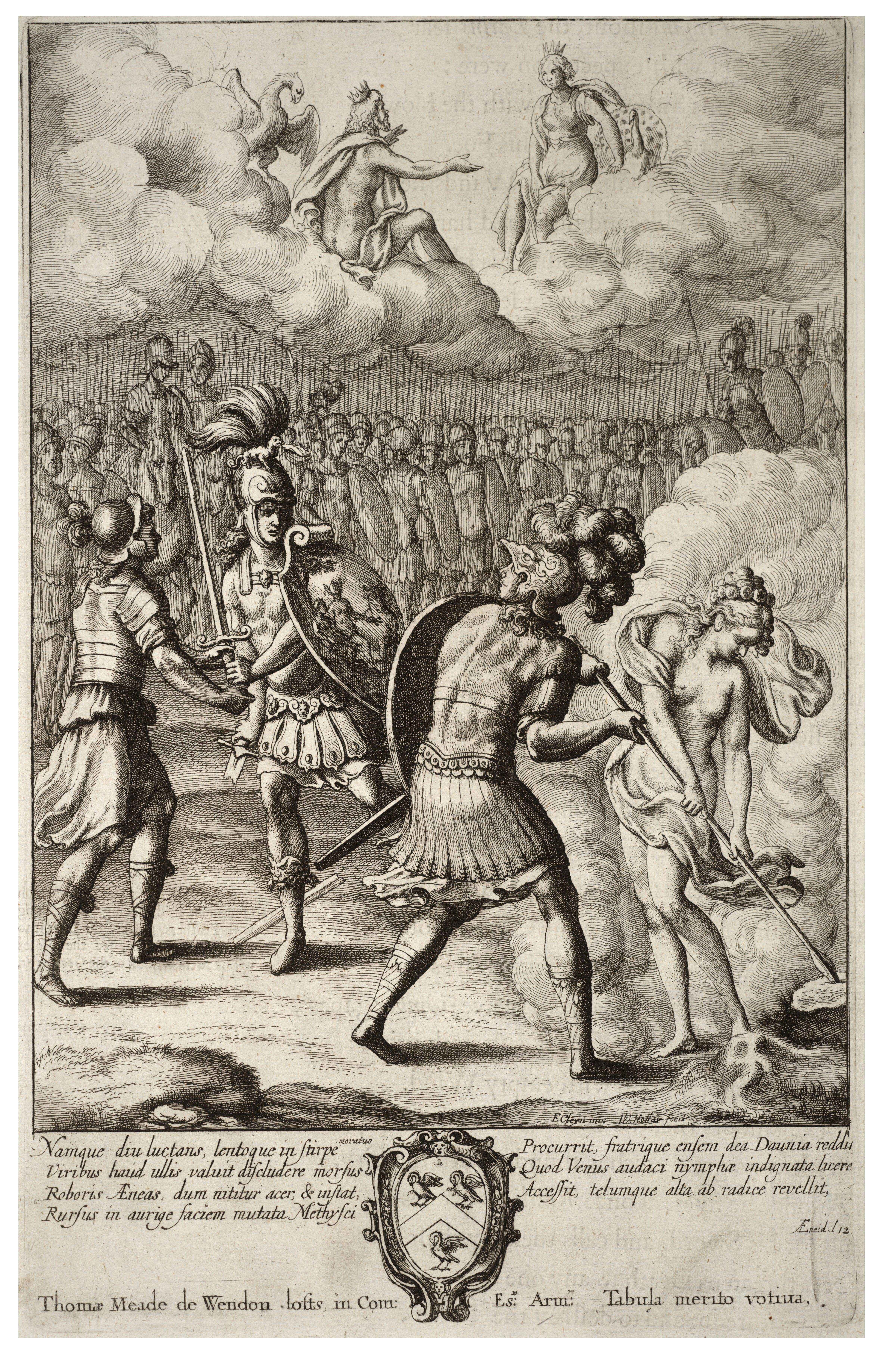
Kampf des Turnus und Aeneas